# ヨハン・ルートヴィヒ・バッハ

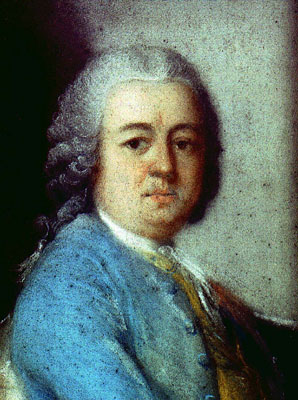
ヨハン・ルートヴィヒ・バッハ

ヨハン・ルートヴィヒ・バッハ（Johann Ludwig Bach, ユリウス暦1677年2月4日 - グレゴリオ暦1731年5月1日）はドイツ・バロック音楽の作曲家・ヴァイオリニスト。
音楽一族バッハ家出身で、著名なヨハン・ゼバスティアン・バッハ（大バッハ）のみいとこ（高祖父が同じ）にあたる。

## 生涯
タール（Thal）出身。父親はカントルでオルガニストのヨハン・ヤーコプ・バッハ（1655年 - 1718年）。1688年から1693年までゴータのギムナジウムにて聴講。22歳でマイニンゲンに移り住み、1699年からマイニンゲン宮廷音楽家に、1703年から同地でカントルならびに教師に就任、1711年から宮廷楽長としてマイニンゲン宮廷楽団を統轄した。
ヨハン・ルートヴィヒの膨大な数の作品は、マイニンゲンや近隣の都市で、定期的に上演の機会に恵まれた。ルートヴィヒはJ・S・バッハの遠戚に当たり、彼から芸術家としてきわめて高い評価を受けていた。J・S・バッハは彼の作品のうち、いくつかのカンタータを筆写し、ライプツィヒで上演した。ヨハン・ルートヴィヒのカンタータ《Denn du wirst meine Seele nicht in der Hoelle lassen 》は、かつてヴォルフガング・シュミーダーの目録においては、J・S・バッハの作品（BWV15）とみなされていた。1731年に他界し、5月1日にマイニンゲンに埋葬された。
ヨハン・ルートヴィヒには2人の息子がおり、1人はオルガニストに、もう1人はパステル画家としてマイニンゲンで活躍した。ヨハン・ルートヴィヒの末裔はもはや生存していない。

## 作品
ヨハン・ルートヴィヒ・バッハの作品はほとんど保存されていない。2つのミサ曲と24曲のカンタータでさえ、1726年にライプツィヒでルートヴィヒの18曲のカンタータを上演したバッハのおかげで、伝承されたのである。体系的な作品目録番号は付けられていない。作品は発見された順番どおりに番号付けが行われている。室内楽などの器楽曲は、宮廷楽長としてふんだんに作曲したに違いないが、1715年の序曲（管弦楽組曲）ト長調が伝わっているにすぎない。

### 宗教曲
ヨハン・ルートヴィヒのモテットは、11曲が、アマーリエ図書館に2つの曲集のうちに伝承されている。2つの四部合唱と通奏低音が基準となっている。
22曲の知られた教会カンタータのうち、ヨハン・ゼバスティアン・バッハは18曲を、1726年2月中旬から9月までライプツィヒで上演した。これらのカンタータは、マドリカル形式の歌詞がなく、古いタイプに属している。歌詞の構成は、旧約聖書からの引用～レチタティーヴォ～（有節形式の）アリア～新約聖書からの引用～アリア～レチタティーヴォ～合唱～コラールの順に行われている。編成は、四部合唱と弦楽合奏が基準となっているが、時折2つのオーボエを伴うことがあり、2つのホルンを伴うカンタータも1曲ある。葬送音楽（1724年）は、エルンスト・ルートヴィヒ公の埋葬のために作曲された。2つの四部合唱、3つのフルート、2つのオーボエ、ファゴット、2つのトランペット、打楽器、弦楽合奏と通奏低音のために書かれ、編成は驚くほど豊かである。
- カンティレーナ様式による小ミサ曲 ホ短調 《いと高きに神のみの光栄 „Allein Gott in der Höh“ 》（1716年 9月16日成立）は、ソプラノ、アルト、テノール、バス、弦楽器、通奏低音のための作品。バッハの遺品の中から発見され、BWV Anh. III 166 の整理番号を付けられた。

- ミサ曲ト長調（BWV Anh. III 167）は、二つの合唱と通奏低音のための作品。合唱Iには弦楽合奏とファゴットが、合唱IIには4つのオーボエと、ファゴット、ヴィオローネが伴奏する。

- 8声部のためのマニフィカト

- モテット《イエス・キリストの流した血は Das Blut Jesu Christi 》
- モテット《それはわが喜び Das ist meine Freude 》
- モテット《 Die richtig für sich gewandelt haben 》
- モテット《我が思いなる我が神よ Gedenke meiner, mein Gott 》
- モテット《神よわれに恵みあれ Gott sei mir gnädig 》 （9声部と通奏低音のための）
- モテット《われ汝より目を離さじ Ich habe dich ein klein Augenblick 》
- モテット《われ主に見ゆ Ich will auf den Herrn schauen 》
- モテット《いざ再び幸あれ Sei nun wieder zufrieden 》
- モテット《われらが不幸 Unser Trübsal 》
- モテット《われらにみどり児生まれたもう Uns ist ein Kind geboren 》
- モテット《 Wir wissen, so unser irdisch Haus 》